# Kloster Oliva
Das Kloster Oliva (polnisch Opactwo Cystersów w Oliwie) ist ein Kloster des Zisterzienserordens, das in der ehemals eigenständigen Stadt Oliva (seit 1926 Stadtteil von Danzig) liegt. Es bestand von 1185/1186 bis zu seiner Säkularisation 1831 und wurde 1945 durch das Kloster Szczyrzyc wiederbesiedelt. Herausragendes Baudenkmal ist die Abteikirche Oliva, seit 1925 Kathedrale des neu gegründeten Bistums Danzig, seit 1992 Erzkathedrale.

## Geschichte
Das Kloster wurde 1185 oder 1186 von Herzog Sobiesław I. von Pommerellen mit Mönchen aus dem Kloster Kolbatz bei Stettin gegründet, das selber Tochterkloster des dänischen Esrom war. Die ersten Mönche aus Kolbatz waren schon um 1175 angekommen, nach einer Angabe des westpreußischen Regionalhistorikers und Volkskundlers Alexander Treichel (1837–1901) bereits 1170. Von 1215 bis 1245 war es Sitz des Missionsbischofs für Preußen. Dieser Zisterziensermönch Christian war vorher Abt von Łękno (Tochterkloster der Abtei Altenberg im Rheinland) gewesen und wird heute nach den Orten seiner Wirkung Christian von Łękno, Christian von Oliva oder Christian von Preußen genannt.
Die Abtei wurde später mehrfach zerstört: 1224 von den heidnischen Prußen, 1433 von den Hussiten und 1577 von den Danzigern.
Vor der Annexion des Danziger Pommern durch den Deutschen Orden 1310 waren alle Orte, die Oliva 1220 besaß, gegenüber Danzig zum Burgdienst verpflichtet. Ihm gehörte der Teil der Weichselmündung, in der sich seit der zweiten Hälfte des 18. Jahrhunderts der Danziger Hafen entwickelte. Zum Kloster gehörten unter anderem Zuckau wie auch fünf Dörfer auf der Oxhöfter Kämpe: Saspe, Glettkau, Zoppot, Koliebken und Rahmel. In den Jahrhunderten nach seiner Gründung konnte das Kloster aufgrund zahlreicher Stiftungen und Schenkungen seinen Besitzstand beträchtlich erweitern.
Das Kloster spielte ab dem Jahre 1342 bei der Durchsetzung des Bernsteinregals eine wichtige Rolle, als ihm vom Deutschen Orden das Sammelrecht für Bernstein übertragen wurde. Von diesem Zeitpunkt an überwachte das Kloster Oliva die Sammeltätigkeit der Bevölkerung.
Die im Kern romanische Klosterkirche, heute Erzbischofskirche, wurde im frühen 13. Jahrhundert erbaut und im 17. Jahrhundert zunächst im Renaissance-, dann im Barockstil umgestaltet.
Als der westliche Teil des Ordensstaates als Preußen Königlichen Anteils unter die Hoheit Polen-Litauens gelangte, widersetzten sich die Mönche des Klosters Oliva einer Einbindung in kirchliche Strukturen Polens. Sie erbaten dafür päpstliche Hilfe, und 1487 wurden sie von jeder Verbindung zum polnischen Klerus freigestellt.
Am 3. Mai 1660 beendete der Friede von Oliva den Schwedisch-Polnischen Krieg von 1655 bis 1660.
1697 wurden hier der französische Prinz François Louis de Bourbon-Conti und sein Gefolge von Truppen Augusts des Starken überwältigt und zur Rückkehr nach Frankreich genötigt. Conti hatte eigentlich die Königswahl gegen August gewonnen, doch dessen Generaladjutant Jacob Heinrich von Flemming hatte bereits stellvertretend für August öffentlich den Eid auf die Pacta conventa geleistet, während Conti erst über den Öresund heransegelte. Nach seiner Landung und Einquartierung im Kloster Oliva, unweit seiner Schiffe, hatte ein Teil des polnischen Adels den französischen Prinzen am 26./27. Juni in Wola zum König ausgerufen, woraufhin August mit 8.000 Soldaten in Polen einmarschiert war. Durch die Flucht Contis konnte er unangefochten den Thron besteigen.
1754 bis 1756 wurde im Auftrag des Abtes Jacek Rybiński der Äbtepalast zu Oliva gebaut.
Im Rahmen der Ersten Teilung Polen-Litauens, mit der die Wiedervereinigung westlicher Teile Preußens mit dem östlichen Teil einherging, kam das Kloster Oliva 1772 als Teil der neu gebildeten Provinz Westpreußen an das Königreich Preußen. Im Zuge der Anpassung der Diözesanzuschnitte an die im Wiener Kongress vereinbarten politischen Grenzen kam das Land westlich der unterdem Weichsel (mit Oliva) aus dem Bistum Włocławek an das Bistum Kulm. 1830 wurde im Abtspalast von Oliva die Konvention von Oliva geschlossen.
Nach der Säkularisation 1831 wurde die Klosterkirche zur Pfarrkirche. Es folgte der Abbruch oder die Restaurierung der stark reparaturbedürftigen Klostergebäude. Neben dem Kloster hatte sich eine kleine Ortschaft entwickelt.

Klosteranlage und Dorf Oliva um die Mitte des 19. Jahrhunderts

Durch den Vertrag von Versailles wurde Danzig mit einem Umland von etwa 2000 km² einschließlich mehrerer Orte mit Wirkung vom 10. Januar 1920 zur Freien Stadt erklärt. Deren Gebiet wurde aus dem Bistum Kulm, das seither vollständig im wieder erstandenen Polen lag, durch ein Dekret vom 22. April 1922 herausgetrennt und vorläufig zu einer Apostolischen Administratur. Zum Apostolischen Administrator wurde der bisherige Bischof von Riga, Eduard Graf O’Rourke, bestellt. Durch die Bulle „Universa Christifidelium cura“ („In Unserer alle Christgläubigen umfassenden Sorge“) vom 30. Dezember 1925 erhob Papst Pius XI. die bisherige Apostolische Administratur zu einem exemten (das heißt: Rom unmittelbar unterstellten) Bistum. Mit Schreiben vom 3. Januar 1926 ernannte der Papst Eduard Graf O’Rourke zum ersten Bischof von Danzig. Oliva wurde zum Bischofssitz bestimmt. Die Pfarrkirche von Oliva, die alte Zisterzienserkirche, bestimmte der Papst als Kathedrale. 1986 kam die Danziger Marienkirche als Konkathedrale hinzu.

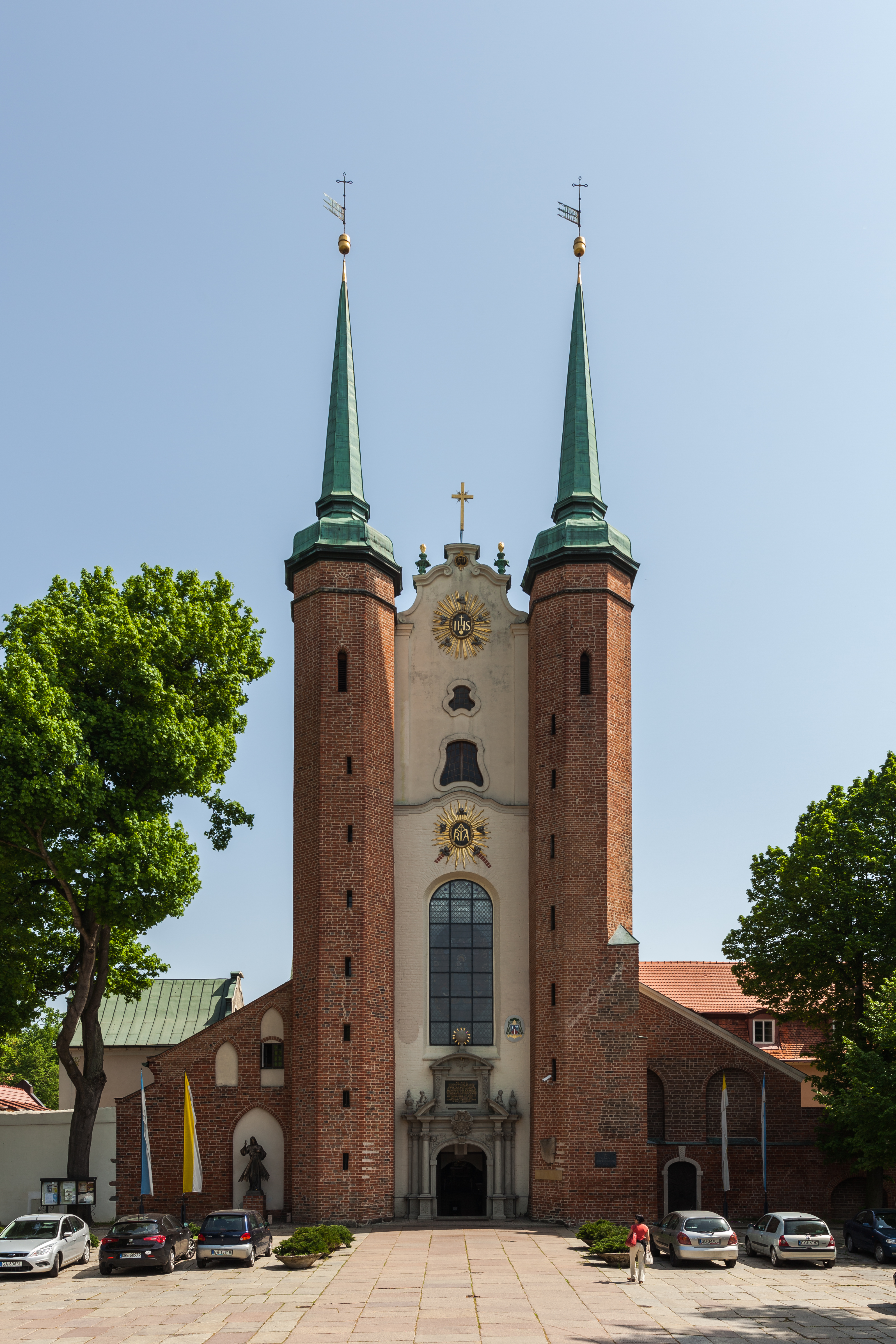
Ehemalige Klosterkirche, heute Kathedrale des Erzbistums Danzig

Die Ortschaft Oliva wurde 1926 zur Stadt Danzig eingemeindet.
1945 wurde das Kloster durch das Kloster Szczyrzyc wiederbesiedelt.
Nach 1964 wurden die Grenzen des Bistums Danzig den neuen seelsorglichen Erfordernissen angepasst und sein Gebiet weit ins Umland hinein erweitert. 1992 wurde Danzig zur Erzdiözese mit den Suffraganen Pelplin und Thorn erhoben.
2017 wurde der Komplex zum Pomnik historii (Geschichtsdenkmal) erklärt.

## Musikhandschriften
Mit Hilfe der Stiftung für deutsch-polnische Zusammenarbeit wurden seit etwa 1997 wertvolle Musikhandschriften aus der Klosterbibliothek veröffentlicht: es sind Werke italienischer Komponisten wie Andrea Gabrieli und Giovanni Gabrieli, Costanzo Antegnati, dazu aus Nürnberg Hans Leo Haßler und Valentin Haussmann neben anonymen Meistern.
Ein Teil besteht aus Orgeltabulaturen zum Gebrauch im Gottesdienst.
Der andere Teil enthält weltliche Tanzweisen, durchweg als Chorea bezeichnet.
Aus den eher liturgisch zu verwendenden Stücken eine „Fuga in g“ eines anonymen Meisters:
Fuga in g, Anonymus, 1,05 MBⓘ
Eine anonyme Tanzweise, Chorea Nr. 32:
 Chorea 32 in d, Anonymus, 1,27 MBⓘ

## Bilder

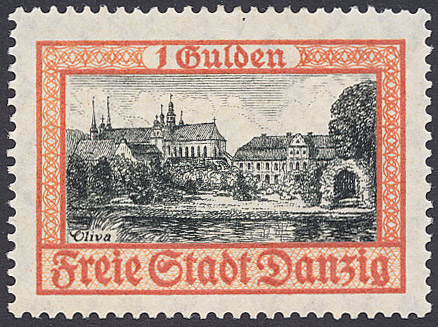
Kloster Oliva (Briefmarke der Freien Stadt Danzig, 1938)
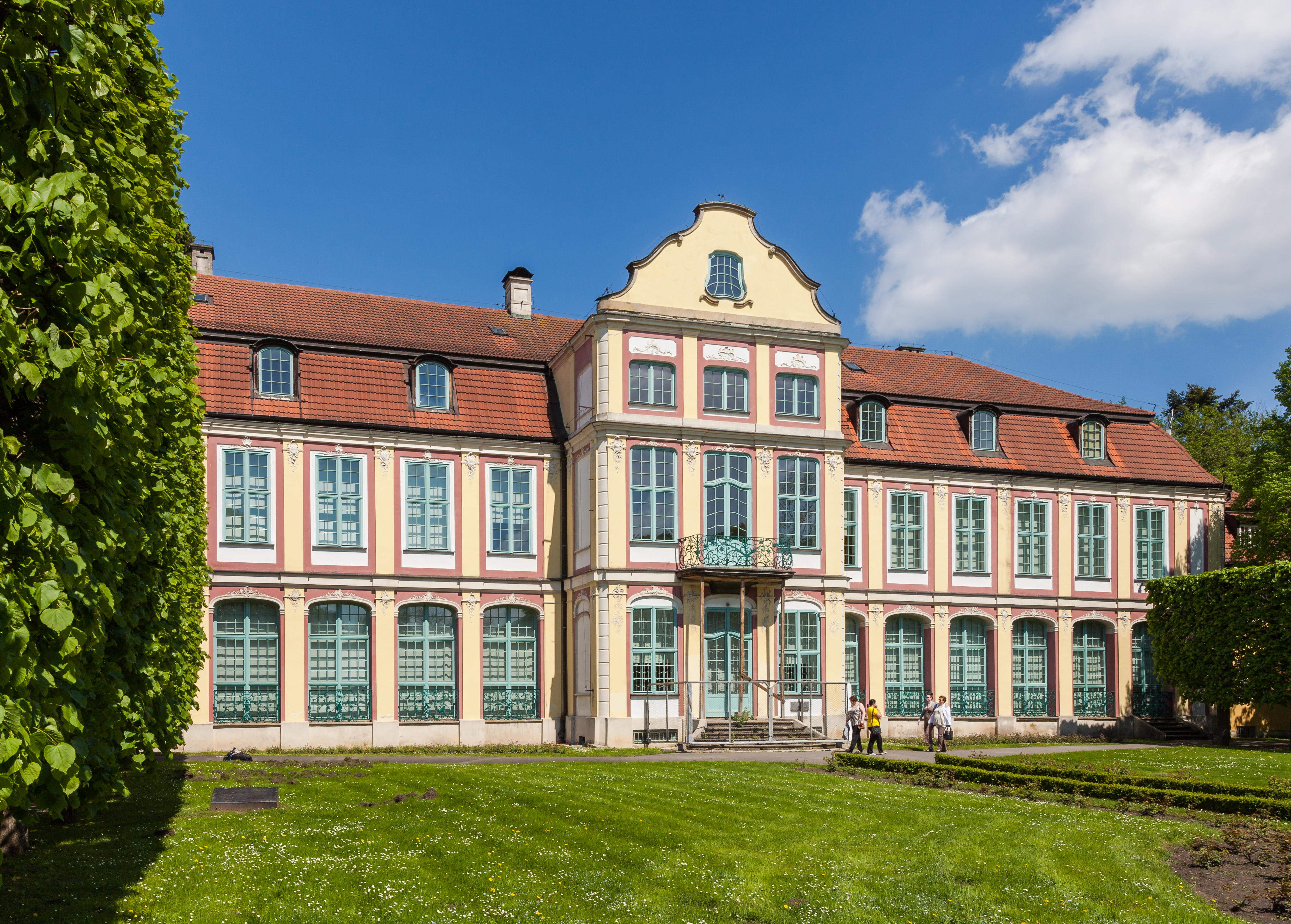
Kloster Oliva
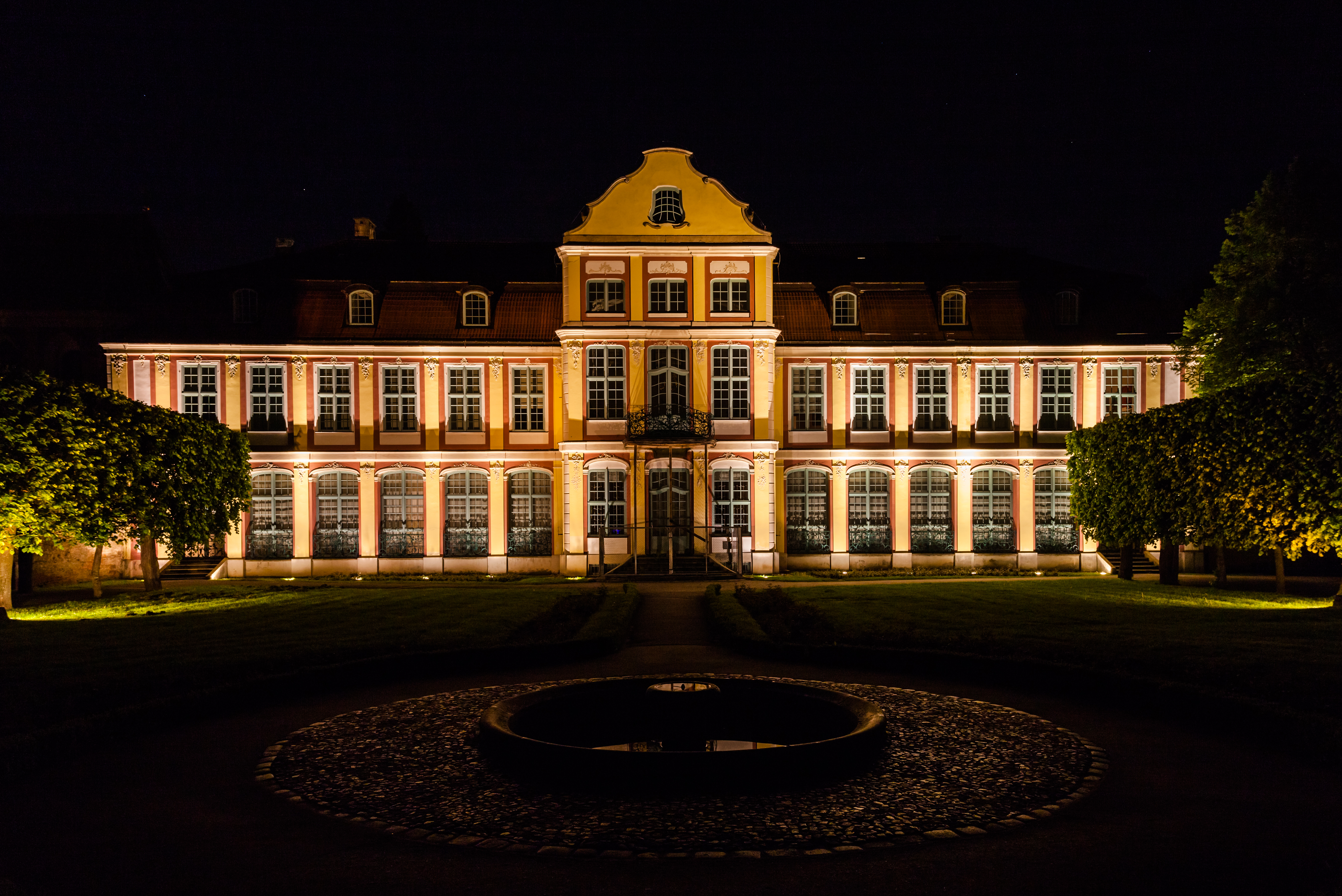
Kloster in der Nacht
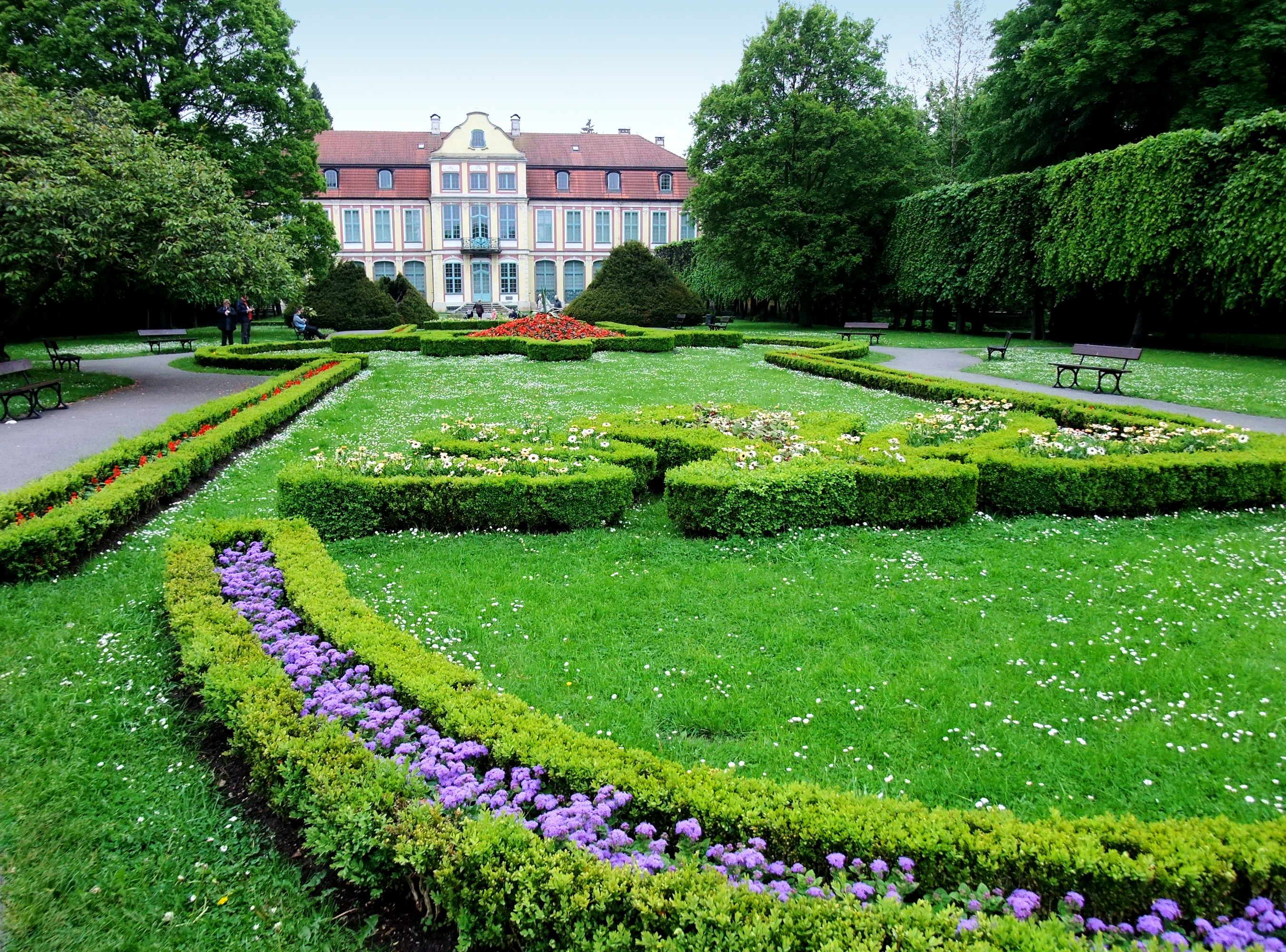
Kloster Oliva mit Garten
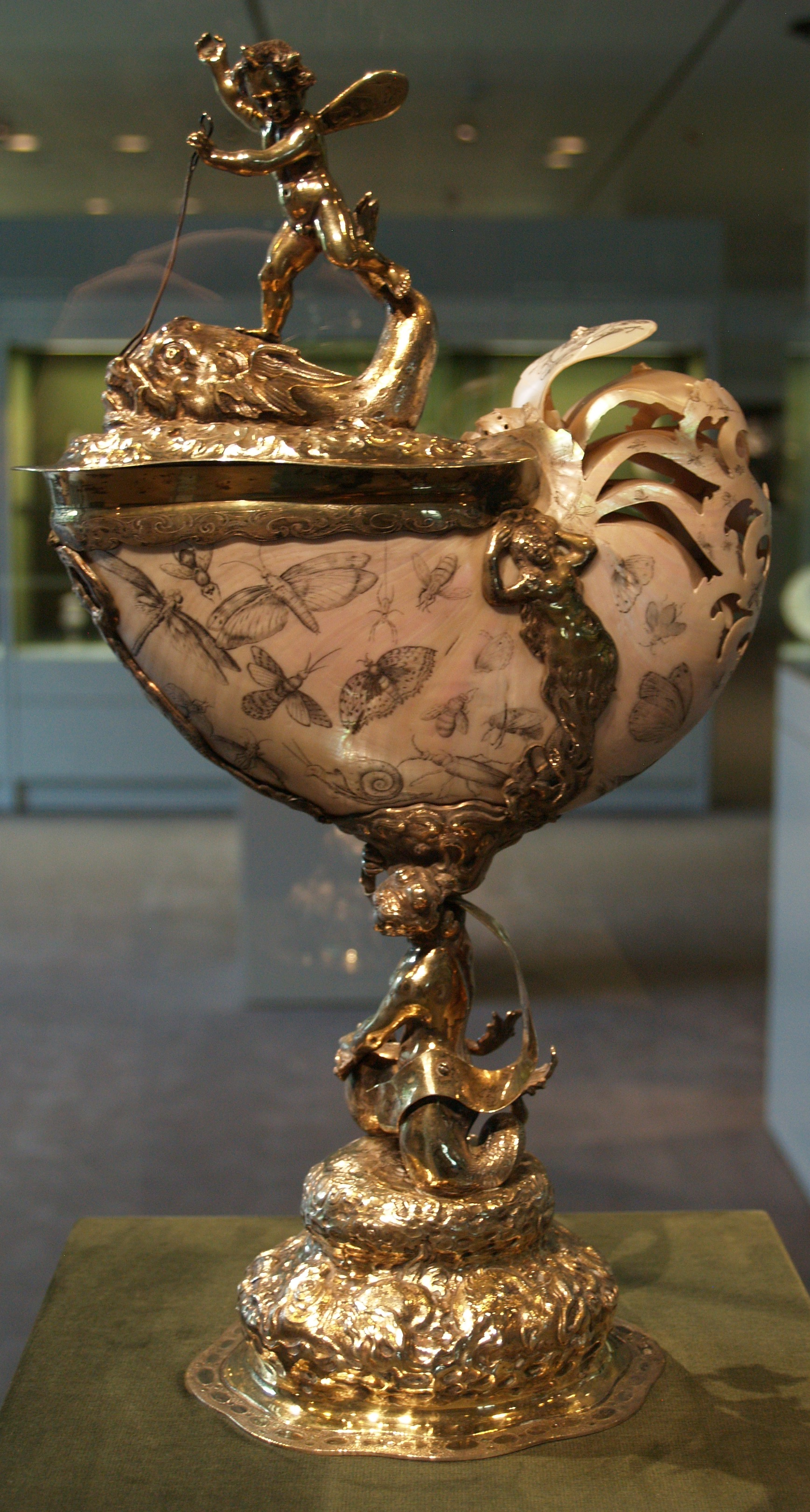
Nautiluspokal von Abt Aleksander Kęsowski, 1643–1667